# 데스티네이션 아메리카

데스티네이션 아메리카는 미국 디스커버리 커뮤니케이션즈 계열의 방송국이다. 2012년 5월 28일 플래닛 그린에서 이름이 바뀌었다. 2015년 1월부터는 TNA의 임팩트 레슬링을 방영한다.

## 연혁
1996년 10월에 디스커버리 트레블 앤드 리빙이라는 이름으로 개국한다. 이 때는 DIY, 여행, 파티 플래닝 등을 전문으로 하였다. 그러다가 2004년에 디스커버리 홈이 되었고, 2008년 6월 4일에는 플래닛 그린이었다가, 미국의 현충일인 2012년 5월 28일에 현재 이름이 되었다.

## 채널 번호
- 디렉TV-256번(SD/HD 모두 해당.)
- 버라이즌 FiOS-168번(SD 해당)/668번(HD 해당)
- 스카이 엔젤-315번
- 디시 네트워크-194번(SD/HD 모두 해당.)
- AT&T 유-버스-465번(SD), 1465번(HD)